# Кротов, Александр Вячеславович
Александр Вячеславович Кротов (30 мая 1970) — советский и российский футболист, выступавший на позиции нападающего, российский футбольный тренер. Известен по выступлениям за астраханский «Волгарь», за который провёл более 300 матчей.

## Биография
Воспитанник детской школы астраханского «Волгаря». В составе взрослой команды своего клуба дебютировал в 17-летнем возрасте во второй советской лиге. В 1993—1994 годах выступал за другую астраханскую команду — «Астратекс», в 1995 году вернулся в «Волгарь» и выступал за него до конца карьеры. В 1998 году вместе с командой стал победителем южной зоны второго дивизиона и занял второе место в споре бомбардиров с 28 голами, отстав на один мяч от Юсупа Гугуева. Является рекордсменом клуба по числу забитых голов за сезон, наряду с Геннадием Капковым, забившим 28 мячей в 1967 году. Завершил игровую карьеру в 2002 году в возрасте 32 лет.
Всего в составе «Волгаря» сыграл 306 матчей в первенствах страны (99 — в первом дивизионе и 207 — во втором) и забил 102 гола. Является вторым бомбардиром в истории клуба после Андрея Анисимова (110). С учётом 27 голов за «Астратекс» является лучшим бомбардиром в истории астраханских профессиональных клубов.
После окончания карьеры работал в тренерском штабе «Волгаря». Дважды был главным тренером команды в первом дивизионе / ФНЛ — в 2003 и 2011 годах, во второй половине 2007 года возглавлял команду, выступавшую на любительском уровне, также работал главным тренером дубля, начальником команды, селекционером. В 2012 году назначен руководителем программы развития молодёжного футбола Астраханской области. Имеет тренерскую лицензию «PRO».

## Личная жизнь
Сыновья Вячеслав (род. 1993) и Марк (род. 2002) также футболисты.